# Сергей Бабурин
Сергей Николаевич Бабурин (на руски: Серге́й Никола́евич Бабу́рин) е руски националист, юрист и политик от Руски общонароден съюз. Няколко пъти е бил депутат в Държавната дума на Русия, два пъти е бил неин заместник-председател. 10 години е ректор на Руския държавен търговско-икономически университет.

## Биография
Сергей Бабурин е роден на 31 януари 1959 г. в град Семипалатинск (днес Семей), Казахска ССР, СССР.
На президентските избори в Русия през 2018 г. е кандидат за президент, издигнат от Руски общонароден съюз. Той се нарежда на 8-мо място, за него гласуват 479 013 души (или 0,65 %).